# 秋元るい
秋元 るい（あきもと るい、1993年7月27日 - ）本名(長瀬 佳穂)は、日本のフォトモデル・実業家(経営者コスプレイヤー)。
長野県松本市出身。株式会社レイシス代表取締役。
撮影会イベント「マシュマロ撮影会」・フォトスタジオ「アマレッティ」、「カフェビスコッティ」のオーナーである。angerieのアンバサダーでもある。

## 略歴
2012年7月、撮影会「モデルメーカー」に出演し、フォトモデルデビュー。以降、出演した撮影会は「うずらフォト」「M-Gra写真教室」「フォトジョ撮影会」「Flesh！撮影会」「GPS撮影会」「プルクラ撮影会」「studio LOT撮影会」「ツチノコ撮影会」「CC撮影会」など。
2015年 1月、株式会社レイシスを立ち上げて撮影会「マシュマロ撮影会」の主宰兼モデルとなる。2016年7月には、東京都荒川区にフォトスタジオ「アマレッティ」をオープンさせ、続く同年9月から月イチ限定カフェ「ビスコッティ」(東京都豊島区)の運営を開始。撮影会のみにとどまらず、ニコ生・YouTubeといったメディアへの展開も始めている。さらに「すたじお金魚」の運営も行っている。
高田馬場で毎週火曜日16:00～23:00に『秋元るいーだの酒場』としてイベントを開いており、『秋元るいの健康道場』を開くこともある。

## 人物
- 第1子長女。2つ年下の妹と4つ年下の弟がいる。
- 母親と干支が同じである。
- 新しいことに挑戦することを好む。
- レフティである。
- コスプレイヤー。今までコスプレしてきたキャラクターは100種類以上。
- 豊島区在住[5]のため豊島区選挙前討論配信への出演歴もある[6]。
- ロリィタ・ゴスロリファッションが好きで、本人曰く「コスプレ歴よりゴスロリ歴の方が長い」「洋服集めがもはや趣味」
- 大学三年生の時社会科の先生を目指して教職に進むか迷っていたが、株式会社レイシスを設立した[7]。
- 引きずらないで進めるが大雑把な性格で、思ったことをズケズケ言ってしまい空気が読めないことがある。
- 特技：メイク、アイロンがけ、水泳、空手(不動会 初段)
- 趣味：リラックマグッズ集め

## 出演

### 雑誌
- 2015年 月刊カメラマン（モーターマガジン社）1月号「今年撮りたい7の被写体」コスプレ編(キャラクター:マダムレッド)
- 2015年 「フォトテクニックデジタル」（玄光社）5月号「撮影会の女神さま」
- 2016年 つり情報（辰巳出版）8月号「そらなさゆりの つりタメ 特集」
- 2016年 フォトテクニックデジタル（玄光社）7月号「光・影・アングル・フィルター他でイメージを増幅 演出写真の劇的効果術」掲載
- 2017年 StyleWagon（三栄書房）2月号「噂のパーツを試して知るっ」
- 2017年 フォトテクニックデジタル（玄光社）8月号
- 2018年 フォトテクニックデジタル（玄光社）9月号
- 2018年 フォトテクニックデジタル（玄光社）10月号 劇的多灯ライティング
- 2019年 撮影会モデルバイブル（玄光社）2018
- 2019年 撮影会モデルバイブル（玄光社）2020

### テレビ
- 2016年1月3日 嵐ツボ（TBSテレビ系）
- 2017年3月3日 母ちゃんに会いたい（テレビ東京系）
- 2017年5月2日 風景の足跡（テレビ東京系）
- 2017年10月　COSPOCM（MX系）
- 2017年11月13日　太陽と月PV（千葉テレビ系）
- 2018年8月 ホラー番組 ぞくり

### Web
- 2013年3月3日 美女暦
- 2013年 季刊webmook「Tsta Pirka」モデル&ブロガー『ASN 秋元るい』: モデルとして、レイヤーとして、追求する。 発売
- 2014年8月 美人deアプリ
- 2015年1月10日 武蔵野新聞
- 2015年10月 画像投稿アプリ「peep」公式コスプレイヤー
- 2016年8月 美人の美食活動掲載
- 2016年9月 INClude 胸ノ天ノ川シャツ モデル(ヴィレッジヴァンガード等掲載)
- 2016年9月 コスクルー公式 シューティングコスプレイヤー no.10
- 2016年9月〜 コスクルー公式 コスコラム「秋元るいの社長備忘録」連載
- 2016年12月 ワイン美人 掲載
- 2016年12月 BIJIN&Co. スペシャルインタビューvol.1[1]
- 2017年1月 編隊少女 公式サポーター(キャラクター:笠城三美)1位
- 2017年1月 仮想美人(monstar cosplayers TV)#4
- 2017年1月 コンパクト美人 #38
- 2017年1月 DMMyellアプリ公式(モデル枠)
- 2017年2月 レジャー施設予約サイト WOWFUL
- 2017年4月 きものレンタルNANAKO バナーモデル
- 2017年9月 ガチャガチャ専門店 ガッチャマニアイメージコスプレイヤー
- 2017年9月 la leila サイトモデル
- 2017年12月 振袖いちばん館 振袖カタログモデル
- 2018年7月 iphone修理店 あいさぽ吉祥寺モデル
- 2018年 マイナビ転職インタビュー掲載[7]
- 2019年 ZENグループHPイメージモデル
- 2019年 fix lounge渋谷 バナーモデル

### コンテスト
- fabulous woman of the year2018 セミファイナリスト

### DVD
- 2018年6月 ぞくり。怖い話

### インターネット放送
- 2015年7月 ニコニコ生放送 たつみTV 太田貴子の「ドキドキクラブ」ゲスト
- 2015年7月〜 ニコニコ生放送 たつみTV 柴田秀勝の「新宿ゴール伝ガイ・パラダイス」コスプレアシスタントMC レギュラー
- 2016年8月 ニコニコ生放送 たつみTV そらなさゆりのつりタメ#24 ゲスト(ラムちゃん)
- 2016年12月 YOANIエンタメちゃんねる#24 ゲスト
- 2020年 COS道 レギャラーコスプレイヤー

### ラジオ
- 2017年2月 週刊!本庄強 ゲスト
- 2017年10月　COSPO radio #3ゲスト

### イベント
- 2015年8月14日 TONES NIFHT vol23 MC
- 2016年9月 東京ゲームショウ 6waves戦場のツインテール ファニー 公式コスプレイヤー
- 2016年9月 ハッカーコンテスト ニコニコ生放送中継(初音ミク)
- 2017年4月 ニコニコ超会議
- 2017年9月 東京ゲームショウ「ラブプラス」ブースモデル（安藤麻貴とも共演[8]）
- 2017年12月 ジャンプフェスタ 「遊戯王」ブース
- 2018年1月 東京オートサロン「ケースペック」モデルコンパニオン
- 2018年8月 コミックマーケット 93 ソラとウミのアイダ 伊邪那美命
- 2019年9月 東京ゲームショウ KONAMI LA-MULANA 2 ムーブルク公式コスプレイヤー
- 2019年1月 JAEPO KONAMIブース
- 2019年9月 東京ゲームショウ KONAMI 「遊戯王ブラックマジシャンガール公式コスプレイヤー
- 2019年12月 ジャンプフェスタ KONAMI 「遊戯王ブラックマジシャンガール公式コスプレイヤー

### その他
- 2016年1月 マシュマロ撮影会1周年記念写真展 パンフレット発行
- 2016年2月 マシュマロ撮影会2周年記念写真展 パンフレット発行
- 2016年12月 コスクルー フリーマガジン#1 表紙モデル

他 フォトコンテスト、写真展(ポートレート専科)など多数掲載

## マシュマロ撮影会

### モデル
- ここでは秋元るい主催の撮影会 マシュマロ撮影会の公式HP[9]のモデルのページで掲載されているモデルを紹介する。

| モデル名 | ページ数                   |  |
| --- | -------------------------- |  |
| ・李マリ・宵伽うゆ・やまもといずみ・ゆきりん・樹りん・百瀬いちご・大空紅鈴・紫ノ宮ななみ・神崎めいか・りま・ゆきりん・玉城美来・桜井らら・榛名さと・月野むん・桜花きち・利波りな・餅月きなこ・春咲佳代・蟲乃夏 | ・個展を開催した人         |  |
| 向坂りこ/Nachi/sena./うき。/かおるさん/さら/しゅう/ぬり/ひぃな/ファンシア/モモ/衣桜ぽぷり/永田祥子/園田みく/甘栗もなか/桐嶋けい/月野むん/黒咲めい/咲羅レイン/桜木乃々花/春咲佳代/宵伽うゆ/深上莉乃/葬レイ/大空紅鈴/大神ゆめ/長谷川めぐの/鳥宮ひより/椎名あやな/坪井未来/藤沢るり/日向なづな/猫都りさ/柊京羽/百瀬みさき/豊田メル/夢実らむ子/夢川いゔ/利波里奈/蛯原おとね/橘來夢/高樹まいこ/宗像茜衣/羽月えん/高峯はる/桐生七菜/日南なぎさ/秋山海春/橘果凛/安田真央/玉城美来/東堂藺 | ・メジャーフェイス展参加者 |  |